# Хейтли, Марк
Марк Уэйн Хе́йтли (англ. Mark Wayne Hateley; род. 7 ноября 1961, Уолласи, Англия) — английский футболист, нападающий. Известен по выступлениям за «Милан», «Рейнджерс» и сборную Англии. Сын известного футболиста Тони Хейтли и отец также профессионального футболиста Тома Хейтли.

## Клубная карьера
В профессиональном футболе Хейтли дебютировал в клубе «Ковентри Сити», за который провёл 5 сезонов, в 1983 году перешёл в «Портсмут», в котором провёл лишь один сезон. С 1984 по 1990 годы играл в континентальной Европе, сначала провёл 3 сезона в итальянском «Милане», а затем столько же во французском «Монако» вместе с которым стал чемпионом Франции. В 1990 году он перешёл в шотландский «Рейнджерс», в котором провёл следующие пять сезонов, ставшие самыми продуктивными в его карьере. Вместе с «Рейнджерс» Хейтли пять раз побеждал в чемпионате Шотландии и дважды завоевал Кубок Шотландии, в сезоне 1993/94, в 33-летнем возрасте, он стал лучшим бомбардиром чемпионата Шотландии и был признан лучшим игроком чемпионата. В дальнейшем карьера Хейтли пошла на спад, и сменив ещё несколько клубов, он завершил карьеру в 1999 году в клубе «Росс Каунти».

## Карьера в сборной
Играя за молодёжную сборную Англии дважды становился чемпионом Европы в 1982 и 1984 годах. В составе национальной сборной Хейтли дебютировал 2 июня 1984 года в матче со сборной СССР. Всего в составе сборной провёл 32 матчей, в которых забил 9 мячей. Принимал участие в чемпионате мира 1986 года и чемпионате Европы 1988 года.

## Тренерская карьера
Продолжая карьеру футболиста, в 1997 году Хейтли стал играющим тренером клуба третьего дивизиона «Халл Сити». Тренировал клуб до осени 1998 года, в дальнейшем к тренерской деятельности не возвращался.

## Достижения
- Чемпион Франции (1): 1987/88
- Чемпион Шотландии (6): 1990/91, 1991/92, 1992/93, 1993/94, 1994/95, 1996/97
- Обладатель Кубка Шотландии (2): 1991/92, 1992/93
- Обладатель Кубка шотландской лиги (3): 1990, 1992, 1993
- Чемпион Европы среди молодёжи (2): 1982, 1984
- Игрок года по версии Шотландской ассоциации футбольных журналистов (1): 1993/94
- Игрок года по версии футболистов ШПФА (1): 1993/94
- Лучший бомбардир чемпионата Шотландии (1): 1993/94

## Статистика выступлений за сборную
| Матчи Марка Хейтли за сборную Англии | Матчи Марка Хейтли за сборную Англии | Матчи Марка Хейтли за сборную Англии | Матчи Марка Хейтли за сборную Англии | Матчи Марка Хейтли за сборную Англии | Матчи Марка Хейтли за сборную Англии | Матчи Марка Хейтли за сборную Англии |
| ------------------------------------ | ------------------------------------ | ------------------------------------ | ------------------------------------ | ------------------------------------ | ------------------------------------ | ------------------------------------ |
| №                                    | Дата                                 | Оппонент                             | Счёт                                 | Мячи                                 | Соревнование                         |                                      |
| 1                                    | 2 июня 1984                          | СССР                                 | 0 : 2                                | -                                    | Товарищеский матч                    |                                      |
| 2                                    | 10 июня 1984                         | Бразилия                             | 2 : 0                                | 1                                    | Товарищеский матч                    |                                      |
| 3                                    | 13 июня 1984                         | Уругвай                              | 0 : 2                                | -                                    | Товарищеский матч                    |                                      |
| 4                                    | 17 июня 1984                         | Чили                                 | 0 : 0                                | -                                    | Товарищеский матч                    |                                      |
| 5                                    | 12 сентября 1984                     | ГДР                                  | 1 : 0                                | -                                    | Товарищеский матч                    |                                      |
| 6                                    | 17 октября 1984                      | Финляндия                            | 5 : 0                                | 2                                    | Отборочный матч ЧМ 1986              |                                      |
| 7                                    | 27 февраля 1985                      | Северная Ирландия                    | 1 : 0                                | 1                                    | Отборочный матч ЧМ 1986              |                                      |
| 8                                    | 26 марта 1985                        | Ирландия                             | 2 : 1                                | -                                    | Товарищеский матч                    |                                      |
| 9                                    | 22 мая 1985                          | Финляндия                            | 1 : 1                                | 1                                    | Отборочный матч ЧМ 1986              |                                      |
| 10                                   | 25 мая 1985                          | Шотландия                            | 0 : 1                                | -                                    | Товарищеский турнир                  |                                      |
| 11                                   | 6 июня 1985                          | Италия                               | 1 : 2                                | 1                                    | Товарищеский турнир                  |                                      |
| 12                                   | 9 июня 1985                          | Мексика                              | 0 : 1                                | -                                    | Товарищеский турнир                  |                                      |
| 13                                   | 11 сентября 1985                     | Румыния                              | 1 : 1                                | -                                    | Отборочный матч ЧМ 1986              |                                      |
| 14                                   | 16 октября 1985                      | Турция                               | 5 : 0                                | -                                    | Отборочный матч ЧМ 1986              |                                      |
| 15                                   | 29 января 1986                       | Египет                               | 4 : 0                                | -                                    | Товарищеский матч                    |                                      |
| 16                                   | 23 апреля 1986                       | Шотландия                            | 2 : 1                                | -                                    | Товарищеский турнир                  |                                      |
| 17                                   | 17 мая 1986                          | Мексика                              | 3 : 0                                | 2                                    | Товарищеский матч                    |                                      |
| 18                                   | 24 мая 1986                          | Канада                               | 1 : 0                                | 1                                    | Товарищеский матч                    |                                      |
| 19                                   | 3 июня 1986                          | Португалия                           | 0 : 1                                | -                                    | ЧМ 1986. Групповая стадия            |                                      |
| 20                                   | 6 июня 1986                          | Марокко                              | 0 : 0                                | -                                    | ЧМ 1986. Групповая стадия            |                                      |
| 21                                   | 18 июня 1986                         | Парагвай                             | 3 : 0                                | -                                    | ЧМ 1986. 1/8 финала                  |                                      |
| 22                                   | 29 апреля 1987                       | Турция                               | 0 : 0                                | -                                    | Отборочный матч ЧЕ 1988              |                                      |
| 23                                   | 19 мая 1987                          | Бразилия                             | 1 : 1                                | -                                    | Товарищеский турнир                  |                                      |
| 24                                   | 23 мая 1987                          | Шотландия                            | 0 : 0                                | -                                    | Товарищеский турнир                  |                                      |
| 25                                   | 9 сентября 1987                      | ФРГ                                  | 1 : 3                                | -                                    | Товарищеский турнир                  |                                      |
| 26                                   | 23 марта 1988                        | Нидерланды                           | 2 : 2                                | -                                    | Товарищеский матч                    |                                      |
| 27                                   | 27 апреля 1988                       | Венгрия                              | 0 : 0                                | -                                    | Товарищеский матч                    |                                      |
| 28                                   | 24 мая 1988                          | Колумбия                             | 1 : 1                                | -                                    | Товарищеский турнир                  |                                      |
| 29                                   | 12 июня 1988                         | Ирландия                             | 0 : 1                                | -                                    | ЧЕ 1988. Групповая стадия            |                                      |
| 30                                   | 15 июня 1988                         | Нидерланды                           | 1 : 3                                | -                                    | ЧЕ 1988. Групповая стадия            |                                      |
| 31                                   | 18 июня 1988                         | СССР                                 | 1 : 3                                | -                                    | ЧЕ 1988. Групповая стадия            |                                      |
| 32                                   | 25 марта 1992                        | Чехословакия                         | 2 : 2                                | -                                    | Товарищеский матч                    |                                      |